# يوسف الخطيب (سياسي)
يوسف الخطيب (ولد في 19 نوفمبر 1932 بالشلف وتوفي في 26 أكتوبر 2023) سياسي وعسكري قائد الولاية التاريخية الرابعة الجزائرية.

## نبذة
زاول دراسته الابتدائية بمسقط رأسه، والثانوية بثانوية الأمير عبد القادر بالجزائر العاصمة، تابع دراسته الجامعية حيث سجل للدراسة في كلية الطب لكن نشاطه السياسي واقتناعه بالعمل الثوري وإيمانه بحتمية الكفاح المسلح ضد الاحتلال الفرنسي جعلاه يلتحق بجبهة التحرير الوطني سنة 1955، وبعد إضراب الطلبة الجزائريين في 19 مايو 1956، التحق بمعاقل الثورة في الجبال بنواحي المدية بالولاية التاريخية الرابعة. عمل مسؤولا عن الصحة في عدة مناطق منها منطقة الأخضرية، وتنس، ومليانة، وثنية الحد وغيرها من مناطق الولاية الرابعة.
سنة 1957 تولى قيادة العسكرية بالمنطقة الثالثة من الولاية الرابعة «الونشريس» قام بمبادرة تكوين كتائب للقيام بجلب السلاح من الحدود التونسية الاسلحة التي كان الجزائرين الموكلين بالخارج بجلب السلاح وادخاله سرًا عبر تونس إلى غاية الحدود التونسية الجزائرية. وفي سنة 1959 تم ترقيته إلى رتبة نقيب، ثم إلى رتبة رائد عضو بمجلس الولاية سنة 1960. بعد استشهاد أسد الونشريس الشهيد سي الجيلالي بونعامة في 8 أغسطس 1961 خلفه على رأس الولاية الرابعة، وقاد العمليات العسكرية في جبال الونشريس والظهرة ومناطق متفرقة، وبقي في منصبه كقائد للولاية إلى غاية الاستقلال عام 1962.
ترأس، إلى غاية رحيله، مؤسسة «ذاكرة الولاية الرابعة التاريخية» التي يقع مقرها الوطني بالجزائر العاصمة وتملك فروعا بعدد من ولايات الوطن، وهي مؤسسة تهتم بكتابة وتوثيق التاريخ الوطني.
توفي يوم 26 أكتوبر 2023 عن عمر يناهز 90 عاماً.

## مقالات إضافية
- أمحمد بوقرة